# Michalis Morfis
Michalis Morfis (* 15. Januar 1979 in Nikosia) ist ein ehemaliger zyprischer Fußballspieler.
Morfis spielt seit seiner Jugend beim APOEL Nikosia, mit denen er mehrmals Meister und Pokalsieger wurde. Für die Nationalmannschaft Zypern spielte er seit 2001 und bestritt 22 Länderspiele.